# Відкритий чемпіонат Франції з тенісу 1990
Відкритий чемпіонат Франції з тенісу 1990 — тенісний турнір, що проходив на відкритому повітрі на ґрунтових кортах Стад Ролан Гаррос у Парижі з 28 травня по 10 червня 1990 року. Це був 89-й Відкритий чемпіонат Франції, другий турнір Великого шолома в календарному році. 

## Огляд подій та досягнень
Андрес Гомес став першим тенісистом із Еквадору, що зумів виграти турнір Великого шолома. Минулорічний чемпіон Майкл Чанг поступився в чвертьфіналі Андре Агассі. 
Свій перший турнір Великого шолома виграла Моніка Селеш. Ій було тоді тільки 16 років та 6 місяців — рекордно юний вік для переможниці мейджора. Минулорічна чемпіонка Аранча Санчес Вікаріо вибула в другому колі.

## Результати фінальних матчів

### Дорослі
| Одиночний розряд. Чоловіки          |                                |                     |
| Андрес Гомес                        | Андре Агассі                   | 6–3, 2–6, 6–4, 6–4  |
|                                     |                                |                     |
| Одиночний розряд. Жінки             |                                |                     |
| Моніка Селеш                        | Штеффі Граф                    | 7–6(8–6), 6–4       |
|                                     |                                |                     |
| Парний розряд. Чоловіки             |                                |                     |
| Серхіо Касаль Еміліо Санчес Вікаріо | Горан Іванишевич Петр Корда    | 7–5, 6–3            |
|                                     |                                |                     |
| Парний розряд. Жінки                |                                |                     |
| Яна Новотна Гелена Сукова           | Лариса Савченко Наташа Звєрєва | 6–4, 7–5            |
|                                     |                                |                     |
| Мікст                               |                                |                     |
| Аранча Санчес Вікаріо Хорхе Лосано  | Ніколь Провіс Дані Віссер      | 7–6(7–5), 7–6(10–8) |
|                                     |                                |                     |

### Юніори
| Одиночний розряд. Хлопці         |                               |               |
| Андреа Гауденці                  | Томас Енквіст                 | 2–6, 7–6, 6–4 |
|                                  |                               |               |
| Одиночний розряд. Дівчата        |                               |               |
| Магдалена Малєєва                | Тетяна Ігнатьєва              | 6–2, 6–3      |
|                                  |                               |               |
| Парний розряд. Хлопці            |                               |               |
| Себастьян Лебланк Себастьян Ларо | Клінтон Марш Маркос Ондруска  | 7–6, 6–7, 9–7 |
|                                  |                               |               |
| Парний розряд. Дівчата           |                               |               |
| Руксандра Драгомір Ірина Спірля  | Тетяна Ігнатьєва Ірина Сухова | 6–3, 6–1      |
|                                  |                               |               |